# Martijn J. Adelmund
Martijn Jansen Adelmund (Bennekom, 21 januari 1977) is een Nederlandse schrijver en dichter.

## Biografie
Adelmund werd geboren in Bennekom, maar woonde vervolgens tot zijn negende in het Zuid-Hollandse Gouda. 
Daarna verhuisde hij naar Wageningen. Op zijn achttiende vertrok hij naar Utrecht, om geschiedenis te studeren. Na twee jaar onderbrak hij die studie voor een reis naar India, waar hij zijn eerste korte verhalen schreef. Hij debuteerde rond die tijd met poëzie in 'Verhalenkrant Fluisterend'.
In 2001 studeerde hij af in de richting literatuurwetenschap op het onderwerp genreliteratuur en kreeg hij bij Uitgeverij Het Spectrum een baan als redacteur van fantasyboeken.   
Adelmund was van 2015 - 2018 stadsdichter van de stad Wageningen.

### Mysteries-reeks
In de jaren 2006-2010 was Adelmund redacteur van de reeks verhalenbundels Mysteries in Nederland, waar 16 delen van verschenen. Het concept was bedacht door A.W. Bruna Uitgevers, als hervertelling van lokale onopgeloste misdaden. Toen dat in de uitvoer moeilijk haalbaar bleek, gaf Adelmund er een meer fantastisch tintje aan: verzamelingen korte (gruwel)folklore, broodje aap en urban legends, in de regel voorzien van eigen commentaar. Een aantal verhalen in de Mysteries-reeks waren gebaseerd op eigen ervaringen, zoals 'Highschool-horror in Wageningen' en 'De mysterieuze moord op een SF-schrijver in Tiel'.
Er zijn in totaal 30.000 exemplaren van verkocht en een van de delen werd vertaald in het Engels (Unexplained Mysteries in Amsterdam). Door het succes van de Mysteries kreeg Adelmund de kans nog twee verhalenreeksen te starten, die hij deze keer schreef en samenstelde met Thijs van der Veen: De verborgen geschiedenis en Zo ging dat toen. Van der Veen en Adelmund waren onder meer te zien in het tv-programma RTL Boulevard en te gast bij Koffietijd. Radiomaker Peter van Bruggen had Adelmund zeven weken te gast in zijn programma De Nachtrijder.

### Romans
In 2010 kwam bij Uitgeverij Meulenhoff/Boekerij De Toverlantaarn uit, Adelmunds eerste jeugdroman. Hij schreef het onder het pseudoniem 'Maarten Kroon', om het gescheiden te houden van zijn werk in andere genres. Het boek werd geïllustreerd door Iris Compiet. Later intensiveerde zich hun samenwerking, tot het collectief 'The Grim Collective'. 
Van het collectief verschenen bij Uitgeverij Luitingh-Sijthoff nog twee jeugdromans Heksenwaan en Heksenkind. Beide boeken werden bekroond met de Hebban-award, voor beste fantasyboek van Nederland en België, respectievelijk in 2014 en 2015.
In 2016 verscheen zijn eerste roman voor volwassenen, Max Havelaar met zombies.

### Poëzie

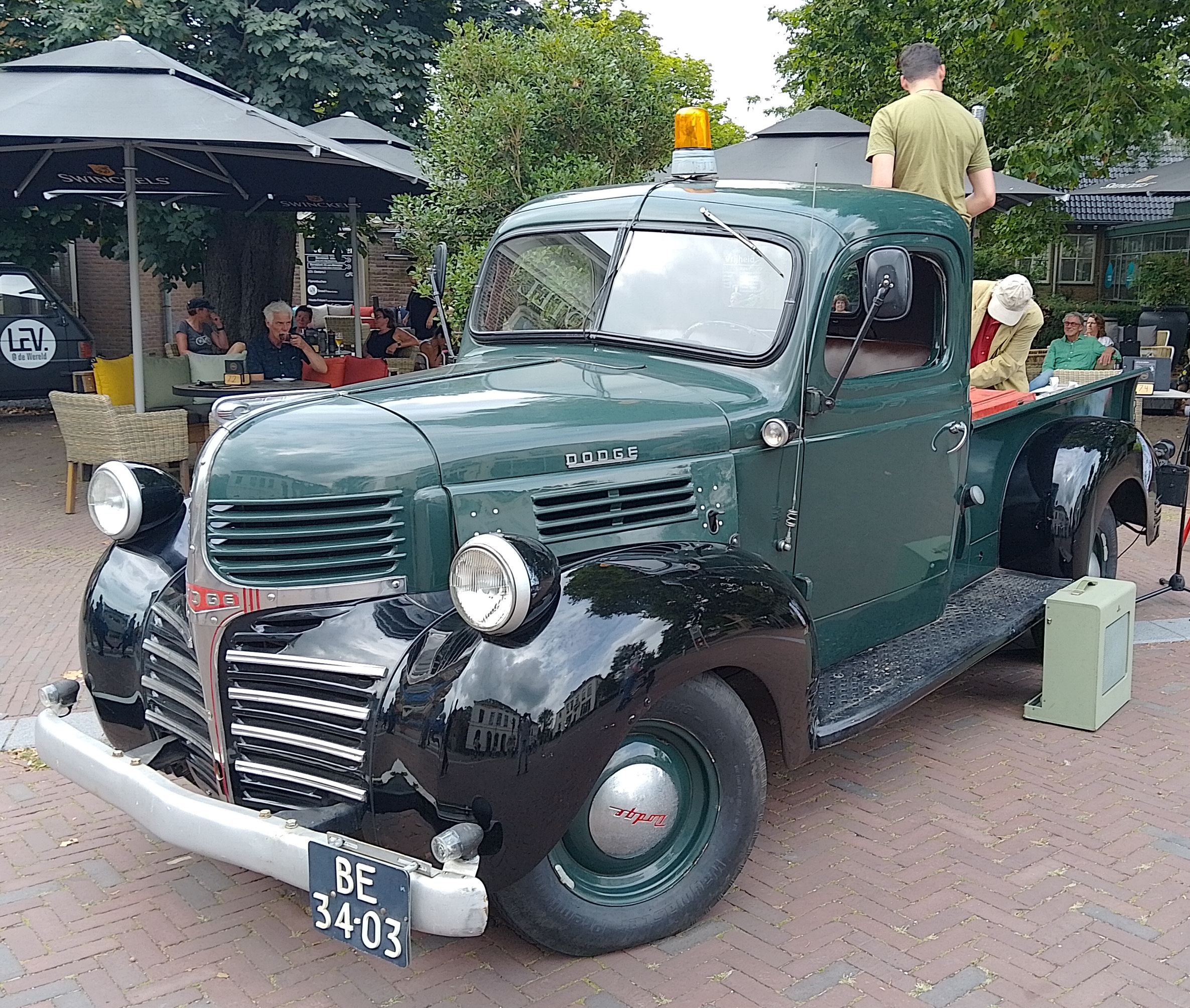
De Dodge van de Dodgedichters

Sinds zijn stadsdichterschap van Wageningen (2015-2018) treedt Martijn op met poëzie en zijn werk staat in meerdere bundels. Zijn bijdragen als stadsdichter - en notities over het maakproces - staan beschreven in het boek 'De Stad is een Jas' (2018). Tevens werden meerdere van zijn gedichten uitgevoerd als tekstinstallatie in de Wageningse buitenruimte. Hij is ook huisdichter van Museum de Heksenwaag in Oudewater.
Martijn is een van de Dodgedichters, die de laadbak van een oude Dodge als podium gebruiken. Dodgedichters kan ook gezien worden als een toespeling op Dode Dichters.

### Columns
Vanaf 2022 schrijft hij maandelijks een column voor De Gelderlander over familie, de culturele sector en actualiteiten.

### Non-fictie
- Mysteries in Utrecht (2006)
- Mysteries in Zeeland (2006)
- Mysteries in Noord-Brabant (2006)
- Mysteries in Drenthe (2006)
- Mysteries in Groningen (2006)
- Mysteries in Limburg (2006)
- Mysteries in Gelderland (AW Bruna, 2006)
- Mysteries in Noord-Holland (2006)
- Mysteries in Zuid-Holland (2007)
- Mysteries in Overijssel (2007)
- Mysteries in Nederland - De Noordzee (2007)
- Mysteries in Nederland - IJsselmeer (2007)
- Mysteries in Nederland - De Veluwe (2008)
- Mysteries in Nederland - Amsterdam (2007)
- Unsolved Mysteries of Amsterdam (2008, vertaling en herziening van voorgaande)
- Mysteries in Nederland - Den Haag (2008)
- Mysteries in Nederland - Rotterdam (2008)

- De Verborgen Geschiedenis van de Oranjes (2008, met Thijs van der Veen)
- De Verborgen Geschiedenis van de Tweede Wereldoorlog (2008, met Thijs van der Veen)
- Zo ging dat toen - Geboorte (2008)
- Het Groot Veluws Winterboek (2010)
- Sinterklaasgeheimen (2011)

### Romans
- De Toverlantaarn (2010, onder het pseud. Maarten Kroon)
- Heksenwaan (2014)
- Heksenkind (2014)
- Max Havelaar met zombies (2016)
- De Wolffs Bestiarium (2018)[9][10]

### Poëziebundels
- De Stad is een Jas (2018)